# Terence Longdon
Pour les articles homonymes, voir Longdon.
Terence Longdon est un acteur anglais, né Hubert Tuelly Longdon le 14 mai 1922 à Newark-on-Trent (Nottinghamshire, Midlands de l'Est), mort le 23 avril 2011 à Oxford (Oxfordshire, Angleterre du Sud-Est).

## Biographie
Terence Longdon étudie l'art dramatique à la Royal Academy of Dramatic Art de Londres entre 1946 et 1948. Cette dernière année, il débute au théâtre, notamment dans Médée d'Euripide, aux côtés de Cathleen Nesbitt.
Parmi les nombreuses pièces qu'il interprète par la suite — entre autres sur les scènes londoniennes —, citons Les Trois Sœurs d'Anton Tchekhov (1951, avec Celia Johnson, Margaret Leighton et Ralph Richardson), Le Songe d'une nuit d'été de William Shakespeare (unique prestation à Broadway en 1954, avec Robert Helpmann, Stanley Holloway, Patrick Macnee et Moira Shearer), Le Canard à l'orange de William Douglas-Home (1968, avec Kenneth More), L'Alchimiste (The Alchemist) de Ben Jonson (1985), ou encore Amadeus de Peter Shaffer (1991-1992).
Au cinéma, à partir de 1951, Terence Longdon contribue à vingt-huit films, majoritairement britanniques, dont Le Prisonnier du Temple de Brian Desmond Hurst (1958, avec Louis Jourdan et Belinda Lee). S'y ajoutent quelques coproductions (dont Hélène de Troie de Robert Wise en 1956), avec Rossana Podestà et Jacques Sernas) et deux films américains (dont Ben-Hur de William Wyler en 1959, avec Charlton Heston dans le rôle-titre et Stephen Boyd).
Son antépénultième film est Les Oies sauvages d'Andrew V. McLaglen (1978, avec Richard Burton et Roger Moore). L'avant-dernier, du même McLaglen, est Le Commando de sa Majesté (1980, avec Gregory Peck et Roger Moore). Son dernier film sort en 1996.
Pour la télévision, il apparaît dans vingt-neuf séries de 1950 à 1990, dont Destination Danger (deux épisodes, 1961-1964, avec Patrick McGoohan) et Chapeau melon et bottes de cuir (deux épisodes, 1969-1977, où il retrouve Patrick Macnee).
Il collabore également à cinq téléfilms, le premier en 1951. Le dernier (son ultime rôle à l'écran) est Hitler : La Naissance du mal de Christian Duguay (avec Robert Carlyle et Stockard Channing), diffusé en 2003.

## Théâtre (sélection)
(pièces jouées à Londres, sauf mention contraire)
- 1948 : Médée (Medea - Μήδεια) d'Euripide, adaptation de Robinson Jeffers
- 1949 : Adventure Story de Terence Rattigan
- 1949-1950 : Teasure Hunt de Molly Farrell et John Perry, mise en scène de John Gielgud
- 1951 : Les Trois Sœurs (Three Sisters - Три сестры) d'Anton Tchekhov
- 1952 : Red Letter Day d'Harcourt Williams
- 1954 : Le Songe d'une nuit d'été (A Midsumer Night's Dream) de William Shakespeare (à Broadway) : Lysandre
- 1959 : The Sound of Murder de William Fairchild
- 1964-1965 : Person Unknown de David Butler (à Bath)
- 1966 : Orgueil et Préjugés (Pride and Prejudice), adaptation du roman éponyme de Jane Austen (à Bristol) : Darcy
- 1967 : The Sacred Flame de William Somerset Maugham
- 1968 : Le Canard à l'orange (The Secretary Bird) de William Douglas-Home
- 1971 : Suddenly at Home de Francis Durbridge
- 1974 : The Sack Race de George Ross
- 1975 : Miss Adams Will Be Waiting d'Arthur Lovegrove (à Richmond)
- 1982 : Les Uns chez les autres (How the Other Half Loves) d'Alan Ayckbourn (à Watford)
- 1982-1983 : Stardust de Ted Willis (à Bath)
- 1983 : La Marraine de Charley (Charley's Aunt) de Brandon Thomas
- 1985 : The Great White Hope d'Howard Sackler ; L'Alchimiste (The Alchemist) de Ben Jonson
- 1986 : Dracula, or Out for the Count de Charles McKeown
- 1986-1987 : When Did You Last See Yours Trousers ? de Ray Galton
- 1988 : Captain Carvallo de Denis Cannan
- 1989-1990 : Paris Match de Jean Poiret
- 1990 : Jules César (Julius Caesar) de William Shakespeare (à Birmingham et Bath)
- 1991-1992 : Amadeus de Peter Shaffer (à Bath)

## Filmographie partielle

### Au cinéma
(films britanniques, sauf mention contraire ou complémentaire)
- 1951 : Appointment with Venus de Ralph Thomas
- 1952 : Never Look Back de Francis Searle : Alan Whitcomb
- 1953 : Sa dernière mission (Appointment in London) de Philip Leacock
- 1955 : Dossier secret (Mr. Arkadin) d'Orson Welles (film franco-hispano-suisse) : Le secrétaire
- 1955 : Simon et Laura (Simon and Laura) de Muriel Box : Barney
- 1956 : Hélène de Troie (Helen of Troy) de Robert Wise (film italo-américain) : Patroclus
- 1956 : Jumping for Joy de John Paddy Carstairs : John Wyndham
- 1956 : L'Homme qui n'a jamais existé (The Man Who Never Was) de Ronald Neame (film américano-britannique) : Larry
- 1957 : Toubib en liberté (Doctor at Large) de Ralph Thomas : George
- 1958 : Je pleure mon amour (Another Time, Another Place) de Lewis Allen (film américain) : Alan Thompson
- 1958 : Le Prisonnier du Temple (Dangerous Exile) de Brian Desmond Hurst : Colonel Sir Frederick Venner
- 1958 : Allez-y sergent ! (Carry On Sergeant) de Gerald Thomas
- 1959 : Un thermomètre pour le colonel (Carry On Nurse) de Gerald Thomas
- 1959 : Ben-Hur de William Wyler (film américain) : Drusus
- 1960 : Les Loustics à l'hosto (Carry On Constable) de Gerald Thomas
- 1961 : Out of the Shadow de Michael Winner : Mark Kingston
- 1964 : Clash by Night de Montgomery Tully : Martin Lord
- 1978 : Les Oies sauvages (The Wild Geese) d'Andrew V. McLaglen : L'homme anonyme
- 1980 : Le Commando de sa Majesté (The Sea Wolves) d'Andrew V. McLaglen (film américano-britanno-suisse) : Malverne
- 1996 : Letters from the East d'Andrew Grieve : Juri

### À la télévision
(séries, sauf mention contraire)
- 1958 : Ivanhoé (Ivanhoe)
  - Saison unique, épisode 5 Le Garçon au fouet (Whipping Boy) de Lance Comfort et épisode 7 Le Chevalier teuton (German Knight) de Lance Comfort : Sir Waldermar
- 1958 : Doomsday for Dyson, téléfilm de Silvio Narizzano : Dr Kenton
- 1959-1962 : Garry Halliday
  - Saisons 1 à 8, 50 épisodes : rôle-titre
- 1960 : Détective international (International Detective)
  - Saison 1, épisode 28 The Rainis Case : M. Gordon
- 1961-1964 : Destination Danger (Danger Man)
  - Saison 1, épisode 22 Les Conspirateurs (The Conspirators, 1961) : Saunders
  - Saison 2, épisode 6 Le Mystérieux Agent (Fish on the Hook, 1964) de Robert Day : Rowland
- 1969-1967 : Chapeau melon et bottes de cuir
  - Première série (The Avengers), saison 6, épisode 32 Les Évadés du monastère (Get-a-Way, 1969) de Don Sharp : George Neville
  - Seconde série (The New Avengers), saison 2, épisode 5 Obsession (1977) : Commandant East
- 1974 : The Gathering Storm, téléfilm d'Herbert Wise : Amiral Browning
- 1980 : Chroniques martiennes (The Martian Chronicles), feuilleton en trois parties de Michael Anderson : Le sage martien
- 2003 : Hitler : La Naissance du mal (Hitler : The Rise of Evil), téléfilm de Christian Duguay : Premier baron